# Patricia Holland Moritz
Patricia Holland Moritz (* 1967 in Karl-Marx-Stadt) ist eine deutsche Schriftstellerin.

## Leben
Patricia Holland Moritz ist in Karl-Marx-Stadt, dem heutigen Chemnitz, geboren und arbeitete als Buchhändlerin in Leipzig. Sie verließ die DDR und ging nach Paris, wo sie als Speditionskauffrau tätig war. Danach studierte sie in Berlin einige Semester Nordamerikanistik und war als Tourneeveranstalterin für verschiedene Bands tätig. Für ihren Roman „Zweisiedler“  erhielt sie das Arbeitsstipendium für Autorinnen und Autoren des Berliner Senats. Für den Roman „Der Menschenleser“ erhielt sie 2017 ein Arbeitsstipendium des „Mörderische Schwestern e.V.“ Von 2018 bis 2021 leitete sie den Allegria-Verlag der Ullstein-Buchverlage. Als Co-Autorin schrieb sie mit dem Leipziger Pfarrer Christian Führer dessen Autobiografie „Und wir sind dabei gewesen“. 2021 übernahm sie die Geschäftsführung der SPD-Fraktion Berlin-Lichtenberg und arbeitet ehrenamtlich im Tagestreff für Wohnungslose und Bedürftige im Weitlingkiez.

## Werke
- Christian Führer: Und wir sind dabei gewesen. Die Revolution, die aus der Kirche kam. Ullstein, Berlin, 2009, ISBN 978-3-548-60984-3
- Zweisiedler. Roman. Books on Demand, Norderstedt, 2012, ISBN 978-3-8482-1151-7
- Die Einsamkeit des Chamäleons. Gmeiner, Meßkirch, 2014, ISBN 978-3-8392-1487-9
- Kältetod. Kriminalroman. Gmeiner, Meßkirch, 2015, ISBN 978-3-8392-1768-9
- Mordzeitlose. Kriminalroman. Gmeiner, Meßkirch, 2018, ISBN 978-3-8392-2236-2
- Frank Schäfer: Ich bin nicht auf der Welt, um glücklich zu sein. Schwarzkopf & Schwarzkopf, Berlin, 2018, ISBN 978-3-942665-34-6
- Der Menschenleser. Roman. Klack, Berlin, 2019, ISBN 978-3-948156-00-8
- Kaßbergen. Roman. Aufbau, Berlin, 2021, ISBN 978-3-351-03846-5
- Tyler James: Meine Amy. Ein Abschied in Worten. (Aus dem Englischen übersetzt). Ullstein, Berlin, 2021, ISBN 978-3-548-06581-6
- Drei Sommer lang Paris. Roman. Aufbau, Berlin, 2025, ISBN 978-3-351-04232-5